# Colnago
Colnago, es una empresa fabricante de bicicletas de carrera fundada por Ernesto Colnago en 1952 en Cambiago cerca de Milán, Italia. 

## Historia

### Los Inicios

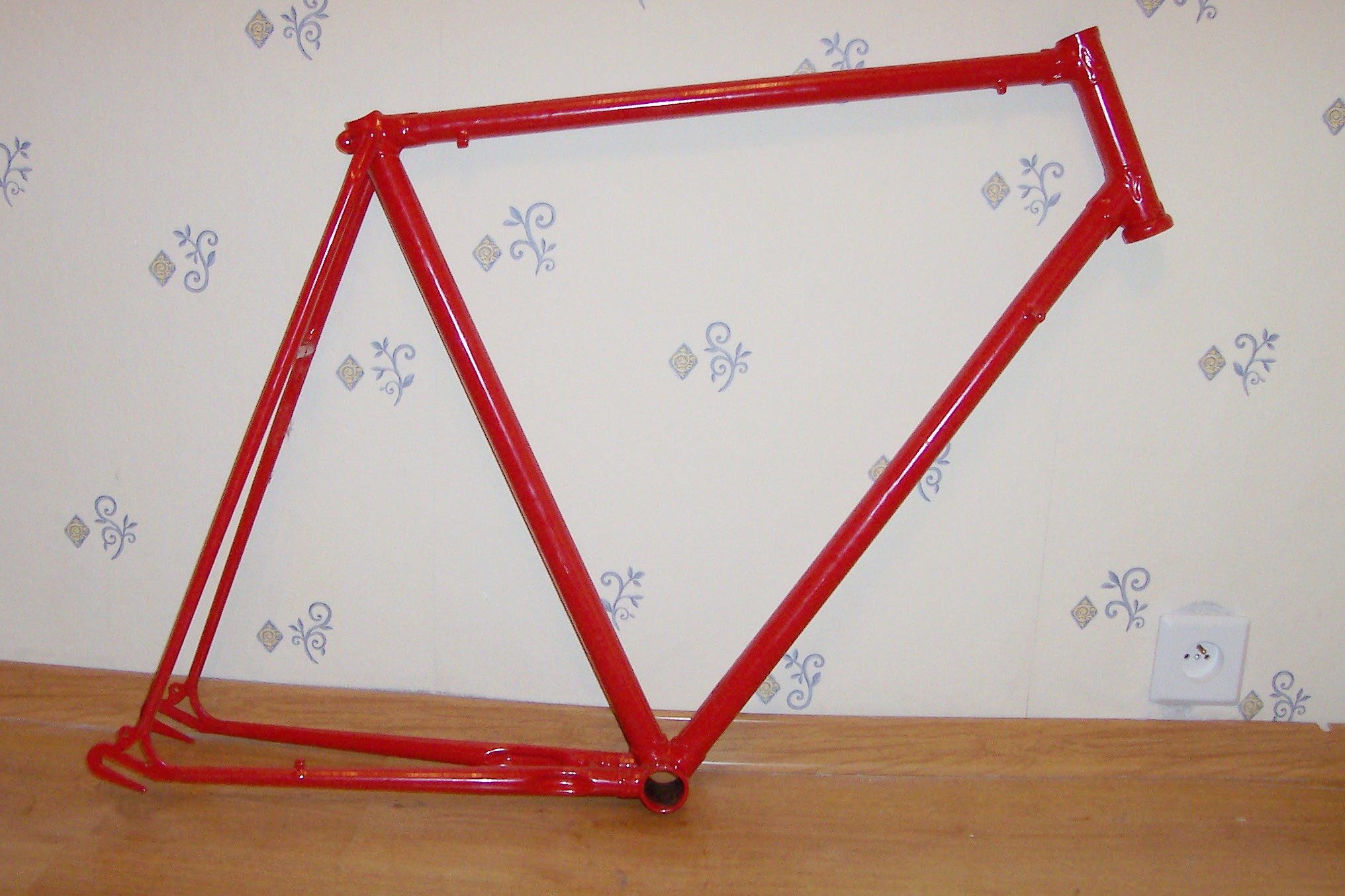
Cuadro Colnago fabricado en acero

Hijo de granjeros judíos y nacido en 1932, Ernesto Colnago comenzó a trabajar en 1945 en el mundo de las bicicletas, siendo asistente de soldadura en Gloria, un fabricante de bicicletas con sede en Milán. Poco después empezó a correr en bicicleta, pero un accidente 1951 donde se fracturó una pierna puso fin a su carrera deportiva.
En 1952 abrió su propio taller en su ciudad natal y en 1954 construyó su primera bicicleta. Ese mismo año conoció al ciclista Fiorenzo Magni del equipo Nivea-Fuchs y a su mecánico Faliero Masi, y Colnago sería contratado en el equipo como segundo mecánico. El primer logo utilizado por Colnago fue un águila con una flecha entre sus garras, inspirado en un titular de un periódico donde se destacó que las bicicletas de Colnago eran rápidas como una flecha.

### Triunfos en el Giro
El primer triunfo de Colnago sucedería en el Giro de 1957 gracias a Gastone Nencini quién se llevaría la victoria con un cuadro de geometría  personalizada fabricado por Colnago.
Luego de 8 años de trabajar juntos, en 1962 Colnago dejó a Fiorenzo Magni y se unió al equipo Molteni como mecánico, ayudando a Gianni Motta a ganar el Giro de 1966. A su vez, Colnago fue designado mecánico de la selección italiana, cargo que ejerció desde 1964 a 1973.

### Nuevo logo
En 1970, luego de la victoria de Michele Dancelli en la Milán-San Remo, Colnago decidió cambiar el logo del águila y flecha por el as de trébol (♣). Dicho cambio fue porque el nuevo emblema conmemoraba el florecimiento de las flores en primavera en San Remo y además significaba la ambición de Ernesto Colnago de ser un «as del ciclismo».

### Merckx y el récord de la hora

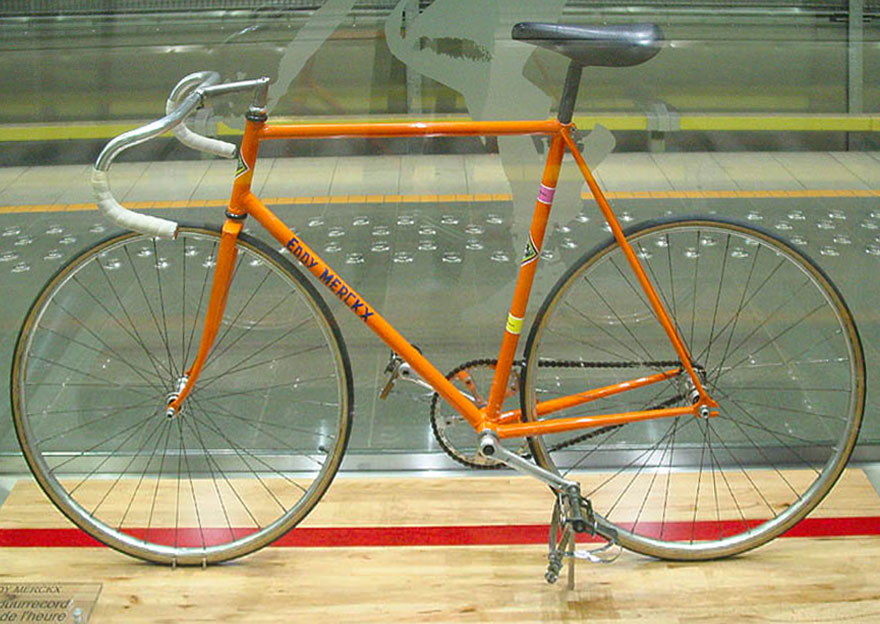
Bicicleta Colnago con la que Eddy Merckx batió el récord de la hora en 1972.

En 1971 llegó al equipo Molteni Eddy Merckx y al año siguiente le construyó una bicicleta de pista especial con tubos de menor espesor que el normal, potencia de titanio y un peso de poco más de 5,5 kg, con la cual Merckx batió en récord de la hora en el velódromo de Ciudad de México.

### Inicio como patrocinador
A partir de 1974 comenzó como patrocinador de equipos. Dejó al Molteni y se unió al SCIC en cuyos culotes estaban el logo y la marca Colnago.

### Colnago y Ferrari
En 1986 Ernesto Colnago llegó a un acuerdo con Enzo Ferrari para trabajar conjuntamente en el diseño de bicicletas. De esa colaboración surgió en 1987 un prototipo de la primera bicicleta Colnago de carbono, un modelo con frenos hidráulicos, cambio integrado en el eje pedalier, ruedas de carbono y la característica horquilla recta. Aunque el modelo no era comercializable, las innovaciones que fueron incorporadas al cuadro sentaron las bases de las futuras bicicletas de fibra de carbono de Colnago.

### Década de 1990
Durante la década de 1990, Colnago se unió a equipos como Ariostea, Lampre, Rabobank y sobre todo a partir de 1994, al Mapei. Con bicicletas Colnago el Mapei ganó varias competencias París-Roubaix, Flecha Valona, Lieja-Bastoña-Lieja.
Los primeros intentos de Colnago en cuadros de fibra de carbono no tuvieron éxito comercial, pero las lecciones aprendidas se plasmaron en sus cuadros emblemáticos, como la Colnago C-40 (1994) y su sucesor, la C-50 (2004), llamadas respectivamente por los 40 y 50 años de la empresa.

## Patrocinador
Estos son los equipos que han utilizado bicicletas Colnago desde que el Molteni las utilizara por primera vez en 1968:
- 1968 - 1973 Molteni
- 1969 - 1978 SCIC
- 1975-1976 Zonca-Santini
- 1975 - 1979 Kas Campagnolo
- 1977 Ijsboerke-Colnago
- 1977 Kanel-Colnago
- 1978 Mecap-Selle Italia
- 1978 - 1979 Miniflat-ys-vdb-Colnago
- 1978 Intercontinentale
- 1979 Sapa
- 1979 Inoxpran
- 1979 Lano-Boul d'Or
- 1980 Boule d'Or Colnago Studio Casa
- 1980 Gis Gelati
- 1980 - 1981 Sunair Sport 80 Colnago
- 1980 Splendor
- 1981 Gis Campagnolo
- 1981 - 1983 Boule d'Or Colnago Studio Casa
- 1982 - 1988 Del Tongo Colnago
- 1984 Kwantum Colnago
- 1984 Safir Colnago
- 1985 Kwantum Hallen
- 1985 Safir van den Ven Colnago
- 1985 Tonissteiner Saxon
- 1986 Kwantum Sport Shop
- 1986 Miko Tonissteiner Fevrier
- 1986 Roland van den Ven Colnago
- 1987 - 1988 Roland Colnago
- 1987 Superconfex Kwantum Colnago
- 1988 - 1989 Superconfex
- 1988 Panasonic Isostar
- 1989 Panasonic
- 1989 Malvor Sidi Colnago
- 1989 - 1990 Alfalum
- 1990 - 1992 Buckler
- 1990 La William
- 1990 Diana Colnago
- 1990 Clas
- 1991 - 1993 Clas Cajatur
- 1991 - 1993 Ariostea
- 1991 Colnago Lampre Sopran
- 1992 Lampre Colnago Animex
- 1993 - 1994 Word Perfect
- 1993 Lampre Polti
- 1993 - 1999 Tonissteiner Colnago Saxon
- 1994 - 1995 Lampre Panaria
- 1994 Mapei Class
- 1994 Novell Software
- 1995 - 1997 Mapei GB
- 1996 Panaria Vinavil
- 1996 - 2008 Rabobank
- 1996 - 1997 Casino
- 1998 Mapei Bricobi
- 1999 - 2002 Mapei Quick.Step
- 1999 Lampre Daikin
- 2001 Coast
- 2001 - 2006 Landbouwkrediet Colnago
- 2001 - 2007 Navigators
- 2005 - 2007 Panaria Navigare
- 2005 Domina Vacanze
- 2005 Action
- 2005 Skil Shimano
- 2005 - 2008 Milram
- 2007 - 2008 Tinkoff
- 2007 - 2010 Landbouwkrediet-Tonissteiner
- 2010 BBox-Bouyoges Telecom
- 2010 Team Type 1
- 2010 Colnago-CSF Inox
- 2010 Pendragon-Colnago
- 2011 Team Europcar
- 2012 Colnago-CSF Bardiani
- 2015-presente Gazprom–RusVelo
- 2017-presente UAE Team Emirates